# Cheney Longville Castle
Cheney Longville Castle är ett slott i Storbritannien.   Det ligger i grevskapet Shropshire i riksdelen England, i den södra delen av landet, 210 km nordväst om huvudstaden London. Cheney Longville Castle ligger 159 meter över havet.
Terrängen runt Cheney Longville Castle är kuperad åt sydväst, men åt nordost är den platt. Runt Cheney Longville Castle är det ganska glesbefolkat, med 40 invånare per kvadratkilometer. Närmaste större samhälle är Church Stretton, 9,8 km norr om Cheney Longville Castle. Trakten runt Cheney Longville Castle består i huvudsak av gräsmarker.